# Tribal (Band)
Tribal ist eine schweizerische Rockband. Sie wurde im September 2004 von Mark Rossi (Gitarre), Greg Bailey (Gesang), Urs Müller (Bass) und Andy «The Animal» Gantenbein (Schlagzeug) gegründet.

## Geschichte
Zwei Wochen nach der Gründung folgt bereits das erste Konzert. Nach dem Demo «Feed the Public» und dem Live-Bootleg «Live at C4 – The Official Bootleg», veröffentlichen «Tribal» im November 2005 das erste Studio-Album.
Mit «Cardboard Heroes» legen die Jungs ein abwechslungsreiches Rockalbum vor. Darauf enthalten sind beispielsweise das hymnenhafte «Feed The Public», die melancholische Ballade «Daddy», zu der auch ein Videoclip produziert wird, und der Arena-Rock-Song «Free». Unter anderem von den deutschen Printmagazinen «Heavy» und «Breakout». Einige Konzerte in Clubs und auf Festivals werden bestritten.
2007 meldet sich die Band mit ihrer Promo-Single «Higher» zurück. Der Titeltrack und der zweite Song «Holy» sind wiederum sehr eingängig und sphärisch gehalten. Diverse Konzerte folgen. Unter anderem spielt die Band als Support von Oni Logan (Lynch Mob). Nach einer intensiven Vorproduktion verschlägt es die Jungs gegen Ende 2008 in die Empire Studios nach Deutschland, wo sie mit Rolf Munkes (Razorback, Empire, Majesty) ihren zweiten Longplayer «Corner of a Circle» aufnehmen, welcher am 11. September 2009 erscheint. Dabei wird «Higher» in einer neuen Version als Download-Single mit drei Bonustracks veröffentlicht. Viele Reviews und Interviews folgen.

## Stil
«Rock in all seinen Facetten» beschreibt eine Tageszeitung den Stil der Band. Tribal steht vor allem für Emotional Rock und ihre Musik, die von modernem Rock und Gothic geprägt ist, wird außerdem als «Rock zwischen Wut und Zerbrechlichkeit!» beschrieben.

## Rezensionen
Ihr Debütalbum «Cardboard Heroes» wurde trotz eher bescheidener Produktionsmittel und der Tatsache, dass es zur Hälfte aus Beinahe-Live-Aufnahmen besteht, vornehmlich positiv von der Fachpresse aufgenommen, z. B. hiess es «erstklassige Rockmusik auf höchstem Niveau!»
Der Metal Hammer spricht nach der Veröffentlichung von «Corner of a Circle» in seiner Kritik von «einer möglichen Tribal-Epidemie.»

## Diskografie
- 2004: Feed the Public (Demo)
- 2005: Live at Club 4 - The Official Bootleg (Live)
- 2005: Cardboard Heroes
- 2007: Higher (Promo-Single)
- 2009: Higher (Version 2009, Single)
- 2009: Corner of a Circle
- 2012: Die Kraft ist in Dir (Single)
- 2012: I-Dentity